# Memories (Earth & Fire)
Memories is een nummer van de Nederlandse band Earth & Fire. Het nummer verscheen niet officieel op een studioalbum, en werd in april 1972 uitgebracht als single.

## Achtergrond
Memories is geschreven door toetsenist Gerard Koerts, zijn tweelingbroer en gitarist Chris Koerts en basgitarist Hans Ziech. In tegenstelling tot de vorige singles, die door Jaap Eggermont en Freddy Haayen werden geproduceerd, stond bij deze single enkel de naam van Eggermont als producent vermeld; Haayen was inmiddels directeur van de Nederlandse afdeling van platenmaatschappij Polydor geworden. Het nummer markeert een van de eerste keren dat de mellotron binnen de Nederlandse muziek wordt gebruikt.
Memories werd een grote hit in Nederland en Vlaanderen. In Nederland werd het de zesde top 10-hit op een rij voor de band en werd het tevens hun eerste nummer 1-hit in zowel de Nederlandse Top 40 als de Daverende Dertig. In Vlaanderen kwam het tot de tweede plaats in de BRT Top 30. Ook in Duitsland en Turkije behaalde het nummer de hitlijsten. In Nederland werd het uitgeroepen tot de beste single van 1972.

## Hitnoteringen

### Nederlandse Top 40
| Hitnotering: 15-04-1972 t/m 15-07-1972 | Hitnotering: 15-04-1972 t/m 15-07-1972 | Hitnotering: 15-04-1972 t/m 15-07-1972 | Hitnotering: 15-04-1972 t/m 15-07-1972 | Hitnotering: 15-04-1972 t/m 15-07-1972 | Hitnotering: 15-04-1972 t/m 15-07-1972 | Hitnotering: 15-04-1972 t/m 15-07-1972 | Hitnotering: 15-04-1972 t/m 15-07-1972 | Hitnotering: 15-04-1972 t/m 15-07-1972 | Hitnotering: 15-04-1972 t/m 15-07-1972 | Hitnotering: 15-04-1972 t/m 15-07-1972 | Hitnotering: 15-04-1972 t/m 15-07-1972 | Hitnotering: 15-04-1972 t/m 15-07-1972 | Hitnotering: 15-04-1972 t/m 15-07-1972 | Hitnotering: 15-04-1972 t/m 15-07-1972 | Hitnotering: 15-04-1972 t/m 15-07-1972 |
| Week                                   | 1                                      | 2                                      | 3                                      | 4                                      | 5                                      | 6                                      | 7                                      | 8                                      | 9                                      | 10                                     | 11                                     | 12                                     | 13                                     | 14                                     |                                        |
| -------------------------------------- | -------------------------------------- | -------------------------------------- | -------------------------------------- | -------------------------------------- | -------------------------------------- | -------------------------------------- | -------------------------------------- | -------------------------------------- | -------------------------------------- | -------------------------------------- | -------------------------------------- | -------------------------------------- | -------------------------------------- | -------------------------------------- | -------------------------------------- |
| Positie                                | 22                                     | 7                                      | 2                                      | 2                                      | 2                                      | 1                                      | 1                                      | 2                                      | 3                                      | 6                                      | 11                                     | 21                                     | 32                                     | 34                                     | uit                                    |

### Daverende Dertig
| Hitnotering: 15-04-1972 t/m 01-07-1972 | Hitnotering: 15-04-1972 t/m 01-07-1972 | Hitnotering: 15-04-1972 t/m 01-07-1972 | Hitnotering: 15-04-1972 t/m 01-07-1972 | Hitnotering: 15-04-1972 t/m 01-07-1972 | Hitnotering: 15-04-1972 t/m 01-07-1972 | Hitnotering: 15-04-1972 t/m 01-07-1972 | Hitnotering: 15-04-1972 t/m 01-07-1972 | Hitnotering: 15-04-1972 t/m 01-07-1972 | Hitnotering: 15-04-1972 t/m 01-07-1972 | Hitnotering: 15-04-1972 t/m 01-07-1972 | Hitnotering: 15-04-1972 t/m 01-07-1972 | Hitnotering: 15-04-1972 t/m 01-07-1972 | Hitnotering: 15-04-1972 t/m 01-07-1972 |
| Week                                   | 1                                      | 2                                      | 3                                      | 4                                      | 5                                      | 6                                      | 7                                      | 8                                      | 9                                      | 10                                     | 11                                     | 12                                     |                                        |
| -------------------------------------- | -------------------------------------- | -------------------------------------- | -------------------------------------- | -------------------------------------- | -------------------------------------- | -------------------------------------- | -------------------------------------- | -------------------------------------- | -------------------------------------- | -------------------------------------- | -------------------------------------- | -------------------------------------- | -------------------------------------- |
| Positie                                | 22                                     | 9                                      | 4                                      | 2                                      | 1                                      | 1                                      | 1                                      | 2                                      | 4                                      | 7                                      | 9                                      | 18                                     | uit                                    |

### NPO Radio 2 Top 2000
| Nummer met noteringen in de NPO Radio 2 Top 2000 | '99 | '00 | '01 | '02 | '03 | '04 | '05 | '06 | '07  | '08 | '09 | '10 | '11 | '12  | '13  | '14  | '15  | '16  | '17  | '18  | '19  | '20  | '21  | '22  | '23  | '24  |
| ------------------------------------------------ | --- | --- | --- | --- | --- | --- | --- | --- | ---- | --- | --- | --- | --- | ---- | ---- | ---- | ---- | ---- | ---- | ---- | ---- | ---- | ---- | ---- | ---- | ---- |
| Memories                                         | 664 | 788 | 362 | 688 | 724 | 793 | 834 | 825 | 1285 | 841 | 975 | 862 | 971 | 1068 | 1268 | 1209 | 1345 | 1488 | 1430 | 1487 | 1323 | 1498 | 1424 | 1255 | 1539 | 1441 |

1. ↑  Een vetgedrukt getal geeft de hoogste notering aan.